# (2273) Yarilo
(2273) Yarilo es un asteroide perteneciente al cinturón de asteroides, descubierto el 6 de marzo de 1975 por la astrónoma soviética Liudmila Chernyj desde el Observatorio Astrofísico de Crimea (República de Crimea, Rusia).

## Designación y nombre
Designado provisionalmente como 1975 EV1. Fue nombrado en homenaje al dios de la mitología eslava Jarilo.